# Иванова, Наталья Борисовна
Наталья Борисовна Иванова (род. 17 мая 1945, Москва, РСФСР, СССР) — писательница, литературный критик, историк и теоретик литературы.

## Биография
Из семьи журналистов. Окончила с золотой медалью московскую среднюю школу № 99. Поступила на романо-германское отделение филологического факультета МГУ им. М. В. Ломоносова, на втором курсе перевелась на русское отделение, занималась в лермонтовском семинаре В. Н. Турбина (дипломная работа была посвящена поэзии Каролины Павловой и Евдокии Ростопчиной). Окончила очную аспирантуру МГУ по теме «Интерпретация творчества Ф. М. Достоевского в современной критике США» (1970 г.).
Работала в редакции критики и литературоведения издательства «Современник» (1971—1972), затем — в журнале «Знамя» (с 1972 года — редактор отдела поэзии; с 1979 года — член редколлегии, редактор отдела прозы, с 1991 — заместитель, с 1993 года — первый заместитель главного редактора). В 1985 году на факультете журналистики МГУ защитила кандидатскую диссертацию «Юрий Трифонов в современной критике». С 1986 по 1991 год — член редколлегии, редактор отдела поэзии журнала «Дружба народов». Читала лекции в университетах США, Великобритании, в Гонконге, Японии, Франции, Италии, Швейцарии, Китае. Приглашенный профессор университета Принстон (США), 1993. Автор свыше 500 работ по русской литературе, многие из которых переведены на европейские языки. Член Московского ПЭН-центра и Союза писателей Москвы. Академик-учредитель (1997) и президент (1999—2001) Академии русской современной словесности. Инициатор учреждения и координатор премии Ивана Петровича Белкина (с 2002). Председатель Совета ПЭН-Москва (с сентября 2021 года). Доктор филологических наук (2007, диссертация в виде научного доклада «Современная русская литература: метасюжет и его восприятие» защищена на филологическом факультете СПбГУ). Президент фонда «Русская литературная инициатива» (2009). Председатель жюри Российско-итальянской поэтической премии «Белла» (2012—2017).
Автор ряда капитальных статей о творчестве Фазиля Искандера — «Фазиль Великолепный», «Сон разума рождает чудовищ», «Смех против страха». Вела авторскую колонку на порталах Полит.ру и OpenSpace. Печатается в журналах «Знамя», «Дружба народов», «Вопросы литературы», «Новое литературное обозрение» и др. Член редакционного совета филологического журнала «Slavika» (Венгрия).
Автор и ведущий документальных телевизионных программ, посвященных русским нобелиатам — Борису Пастернаку и Ивану Бунину.

## Семья
- Первый муж — Александр Анатольевич Рыбаков (1940-1994), сын писателя Анатолия Рыбакова.
- Дочь — писательница Мария Александровна Рыбакова.
- Второй муж — писатель Александр Павлович Нилин.

## Монографии
- Проза Юрия Трифонова. — М. 1984.
- Точка зрения. О прозе последних лет. — М. 1989.
- Гибель богов. — М. 1989.
- Освобождение от страха. — М. 1990.
- Воскрешение нужных вещей. — М. 1991.
- Смех против страха, или Фазиль Искандер. — М. 1991.
- Борис Пастернак. Участь и предназначение. — СПб. 2001.
- Ностальящее. Собрание наблюдений. — М. 2002.
- Пастернак и другие. — М. 2003.
- Скрытый сюжет. Русская литература на переходе через век. — СПб. 2003.
- Невеста Букера. Критический уровень русской прозы 2003/2004 — М., 2004
- Борис Пастернак. Времена жизни. --М., 2007.
- Русский крест. Литература и читатель в начале века. — М., 2011.
- Феникс поет перед солнцем. — М., 2015.
- Такова литературная жизнь. Роман-комментарий с ненаучными приложениями. — М., 2017.
- Литературный парк с фигурами и беседкой: Избирательный взгляд на русскую прозу 21 века. — М., 2019.
- Чертополох и крапива: литературная жизнь и её последствия. — М., 2022

## Признание
- Орден Почёта (12 октября 1990 года) — за заслуги в пропаганде советской многонациональной литературы[2].
- Премия Правительства Российской Федерации в области средств массовой информации (17 декабря 2021 года) — за сохранение лучших традиций литературно-художественных журналов и активную работу по поиску и популяризации молодых талантливых авторов[3].
- Премии «Литературной газеты», журналов «Огонек», «Дружба народов», «Знамя».
- Лауреат премии «Бродский на Искье» 2016 года[4].
- Лауреат Царскосельской художественной премии 1998 года.